# Caïman de Schneider
Paleosuchus trigonatus
Pour les articles homonymes, voir Caïman (animal).
Espèce
Synonymes
- Crocodilus trigonatus Schneider, 1801

Statut CITES
Statut de conservation UICN

 LC  : Préoccupation mineure
Paleosuchus trigonatus, le Caïman de Schneider ou Caïman hérissé ou Caïman à front lisse, ou Caïman gris (Guyane), est une espèce de crocodiliens de la famille des Alligatoridae.

## Répartition

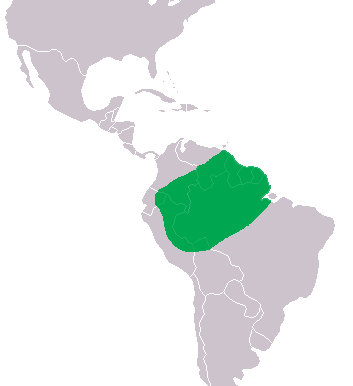
Distribution

Cette espèce se rencontre en Bolivie, au Brésil, en Colombie, en Équateur, en Guyane, au Guyana, au Pérou, au Suriname et au Venezuela.

## Description

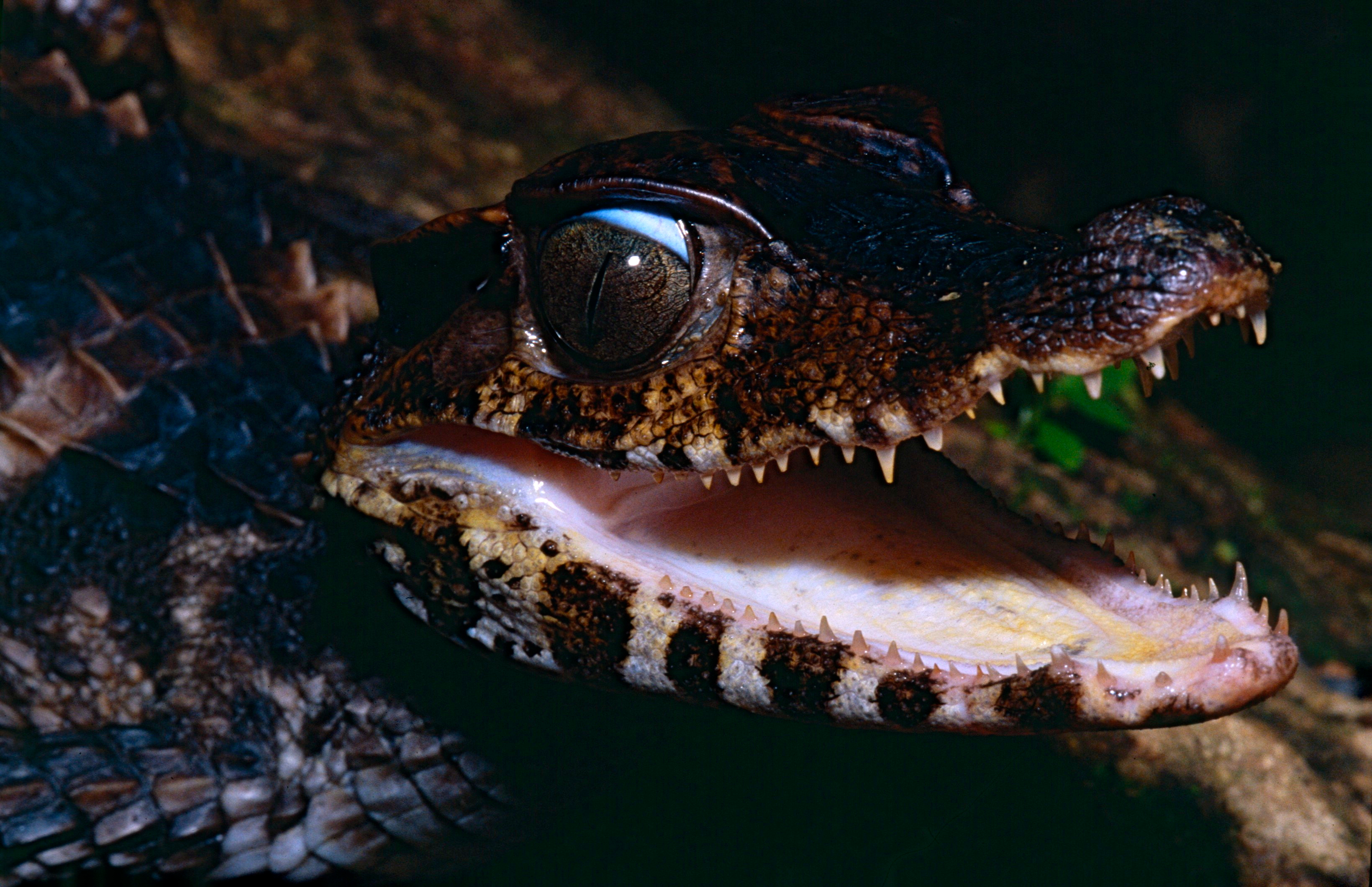
Caïman de Schneider (Guyane, France)

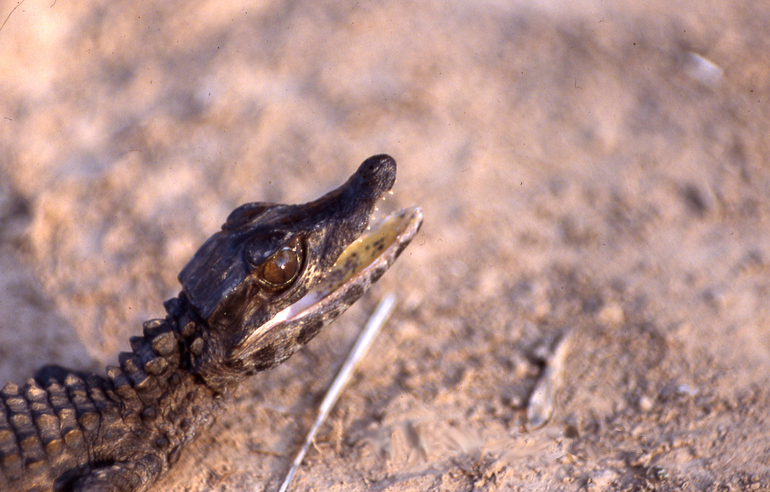
Jeune spécimen

Cette espèce atteint au maximum 230 cm.

## Publication originale
- Schneider, 1801 : Historiae Amphibiorum naturalis et literariae. Fasciculus secundus continens Crocodilos, Scincos, Chamaesauras, Boas. Pseudoboas, Elapes, Angues. Amphisbaenas et Caecilias. Frommani, Jena, p. 1-374 (texte intégral).